# トンガの在外公館の一覧

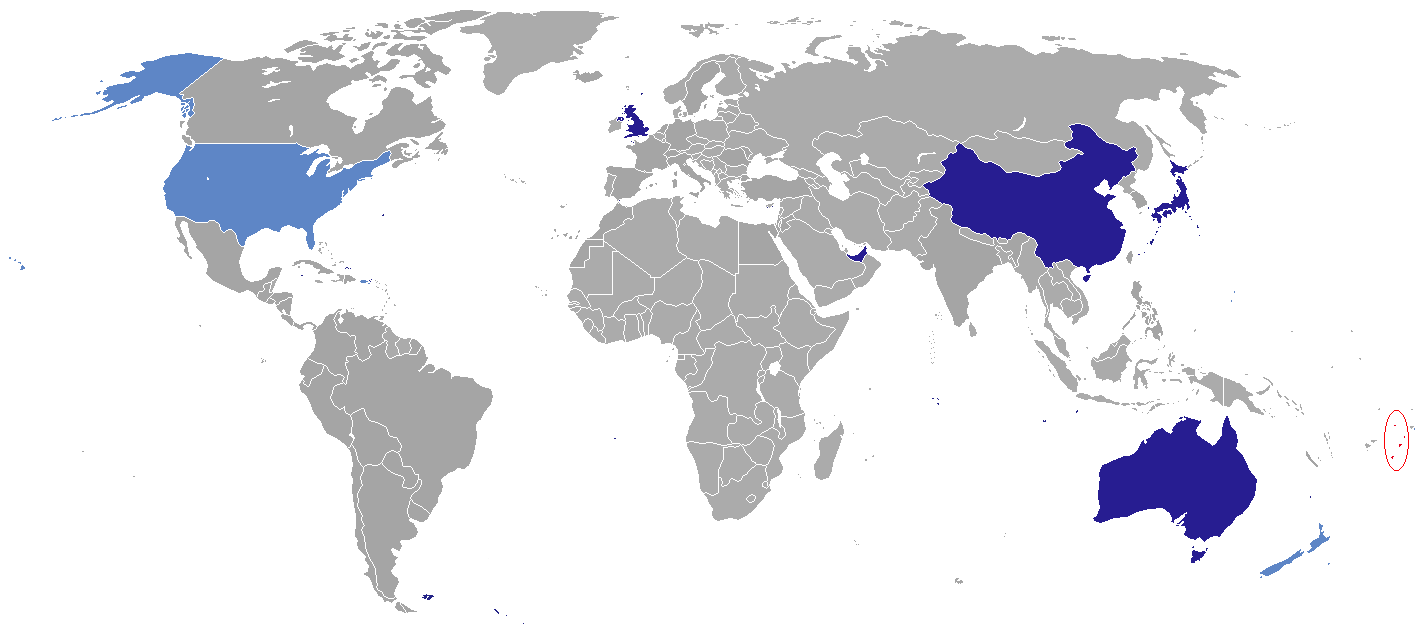
トンガの在外公館が設置されている国 (2011年以前)

トンガの在外公館の一覧では、トンガ王国が設置している在外公館（外交使節団）を挙げる。トンガが開設している在外公館は、非常に数が少ない。日本には2012年に大使館が設置された。

## アジア

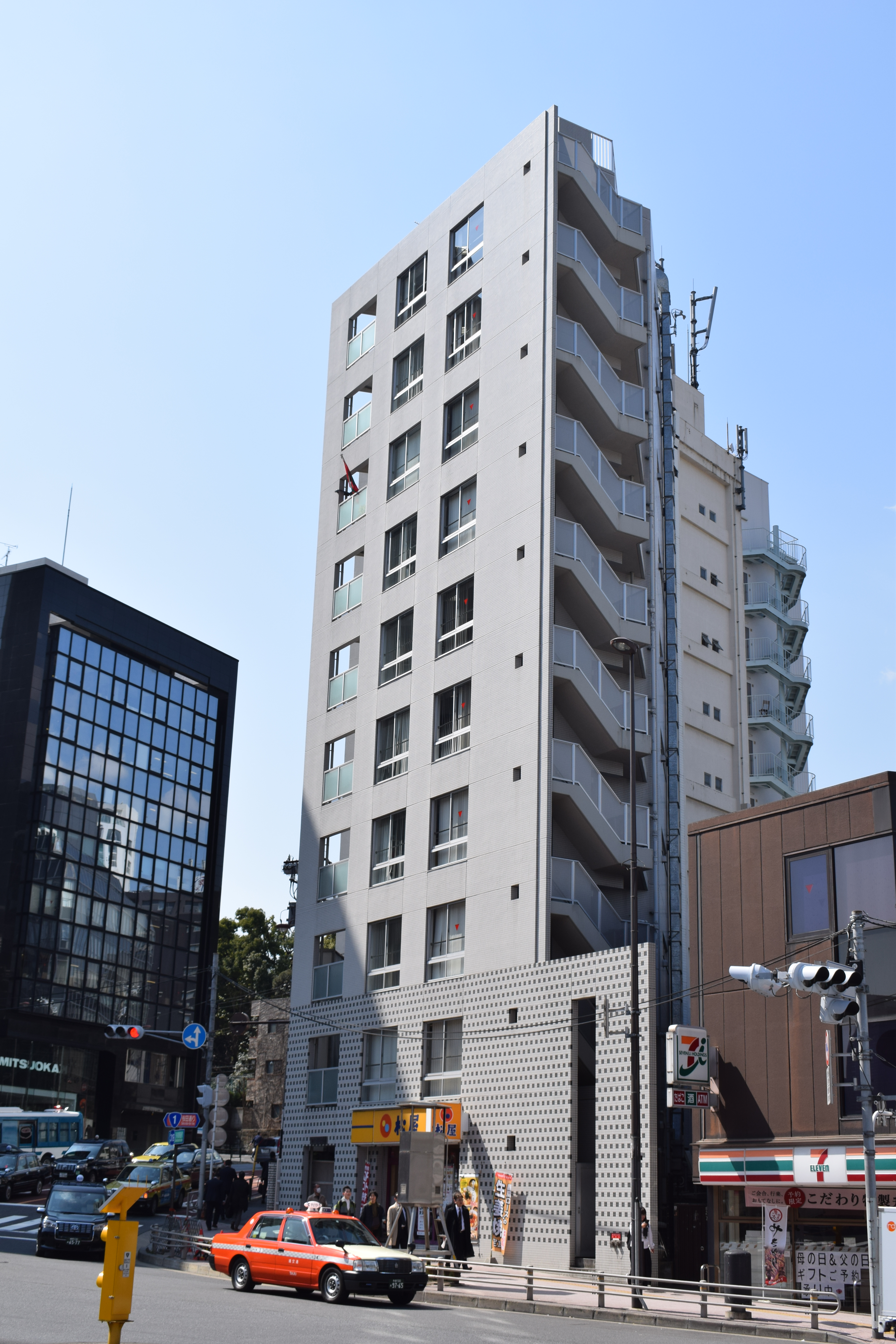
駐日トンガ大使館

- アラブ首長国連邦
  - 在アラブ首長国連邦大使館（アブダビ）[2]
- 中国
  - 在中華人民共和国大使館（北京）[3]
- 日本
  - 駐日トンガ大使館（東京）[4]

## ヨーロッパ

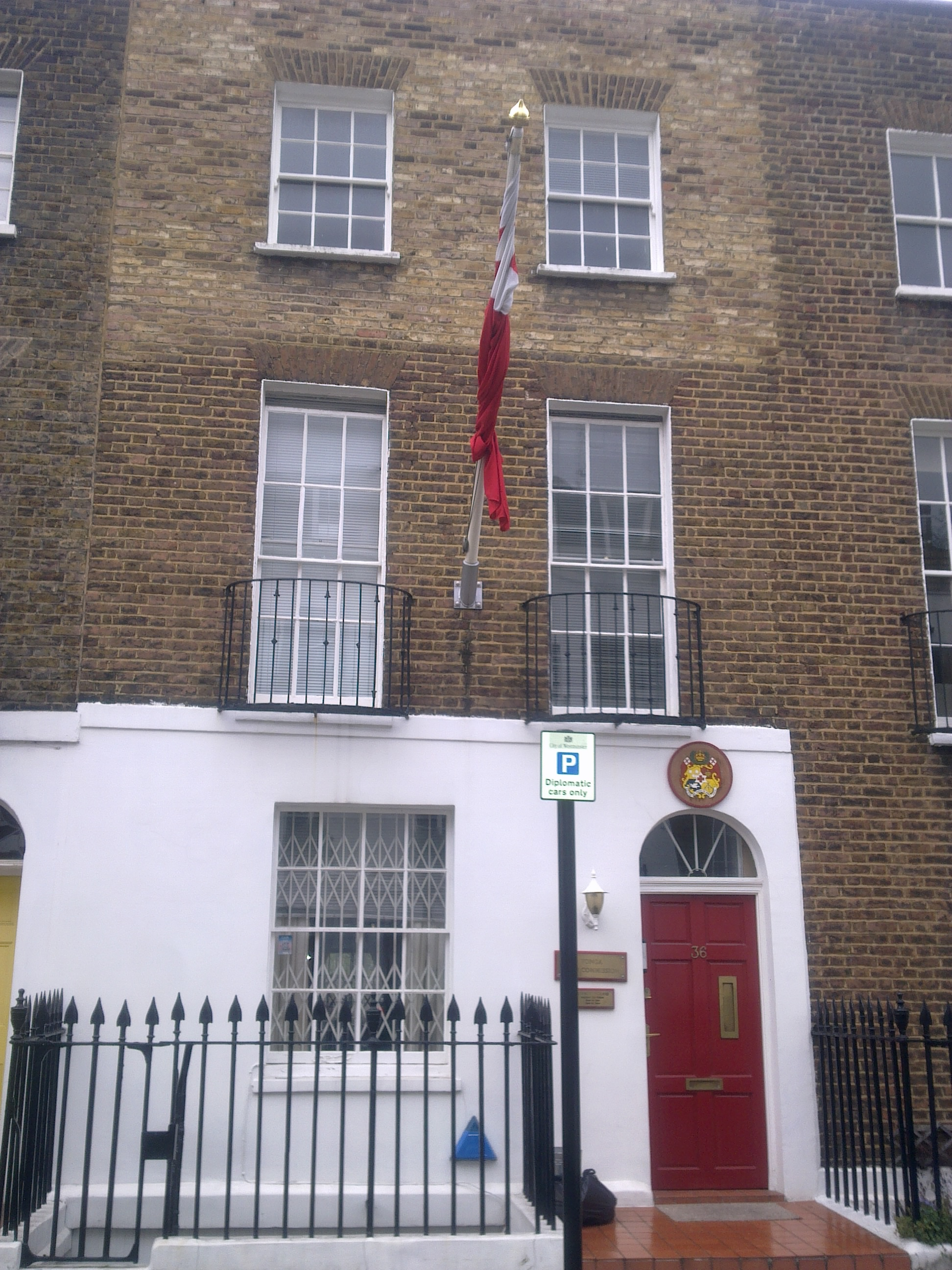
在英国トンガ高等弁務官事務所

- イギリス
  - 在英国高等弁務官事務所（英語版）（ロンドン）[5]

## 北アメリカ
- アメリカ合衆国

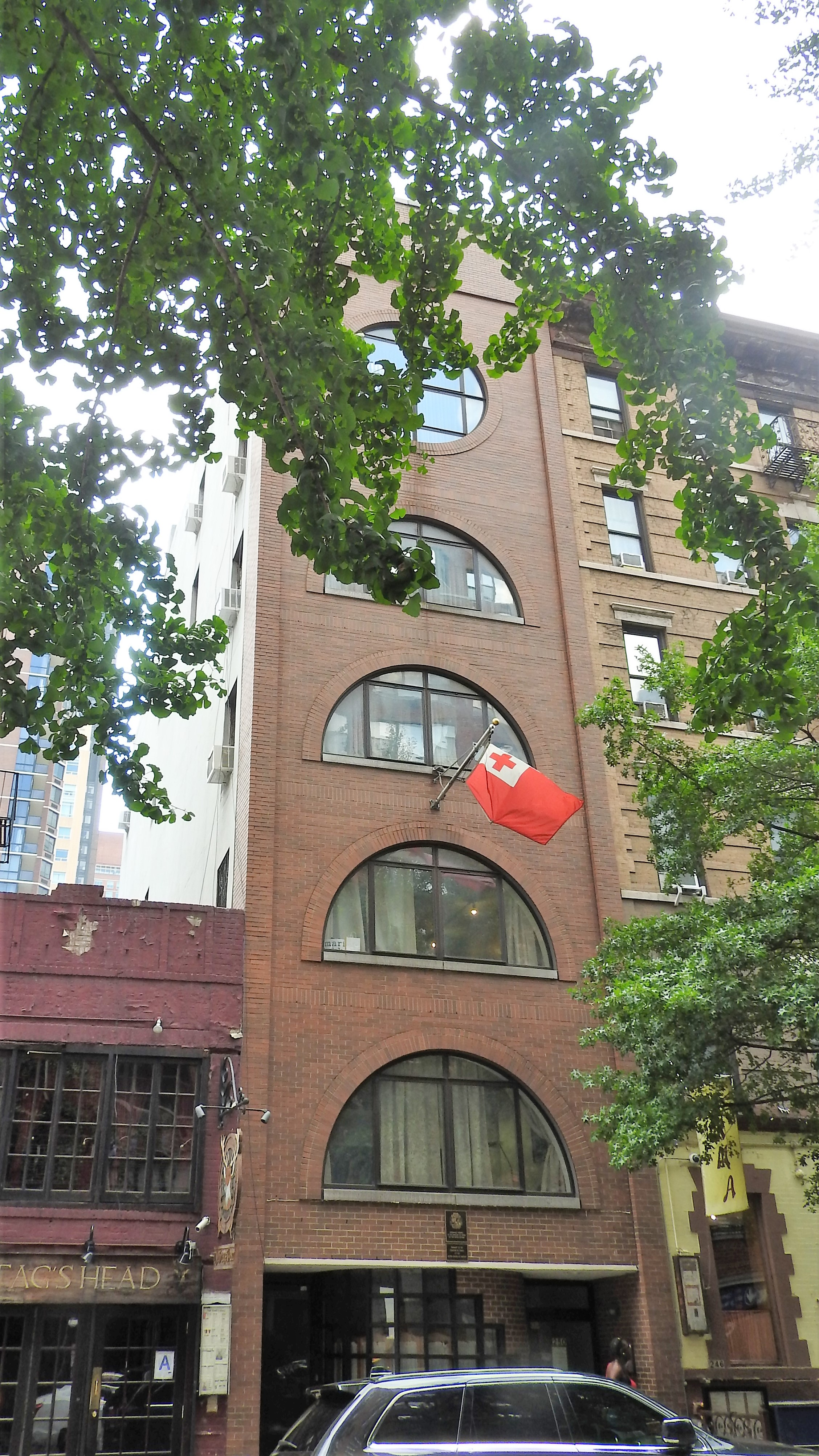
国際連合トンガ政府代表部

  - 在サンフランシスコ総領事館（バーリンゲーム）[6]

## オセアニア
- オーストラリア

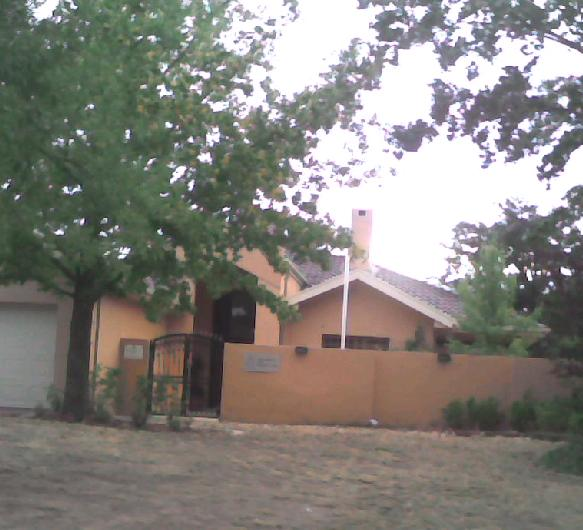
在オーストラリアトンガ高等弁務官事務所

  - 在オーストラリア高等弁務官事務所（キャンベラ）

- ニュージーランド
  - 在オークランド総領事館

## 国際機関代表部
- 国際連合
  - 国際連合代表部（ニューヨーク）